# 高木岬

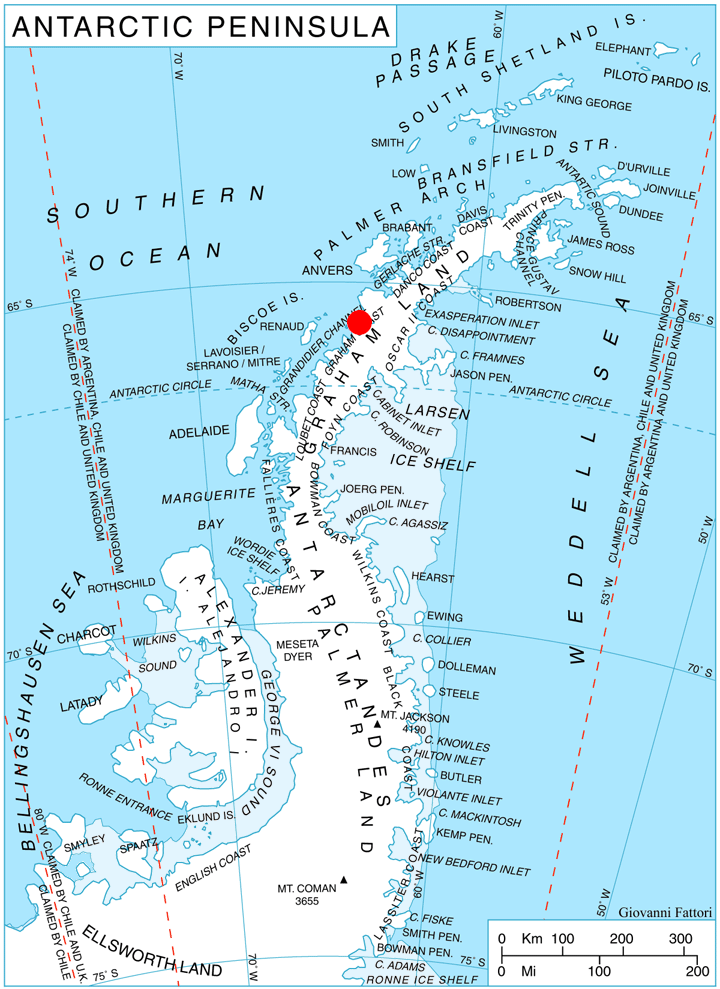
南極半島におけるバリソン半島の位置を示す地図。高木岬はバリソン半島の西端にある。

高木岬（たかきみさき、英: Takaki Promontory）は、南極半島北部グレアムランドの西岸にある岬。
大日本帝国海軍の軍医（最終階級は海軍軍医総監）高木兼寛にちなんで名前がつけられた。 

## 地理
グレアムランドのグレアムコースト (Graham Coast) にある、バリソン半島 (Barison Peninsula) 西端の岬。Leroux Bay の北東岸に位置する。

## 歴史・名称
1903年から1905年に行われた、Jean-Baptiste Charcot 率いるフランスの南極探検隊によって発見され、大まかながら地図に記載された。
Takaki Promontory という名称は、1952年に英国南極地名委員会 (United Kingdom Antarctic Place-Names Committee, UK-APC) によってつけられた（アメリカ地質調査所（USGS）の地名情報システム（GNIS）によれば、命名は1959年とある）。同委員会は同時に南極半島の地形に対して、クリスティアーン・エイクマンに因む Eijkman Point、フレデリック・ホプキンズに因む Hopkins Glacier など、ビタミン学者の業績を記念する命名を行っている。Takaki Promontory も、世界で初めて脚気を疫学的に防いだ高木兼寛 (1849年 - 1920年) の業績が高く評価されたことによるものである。